# Conchobar Abradruad
Conchobar Abradruad, ("ciglia rosse"), del Leinster, figlio di Find File, figlio di Ros Ruad, figlio di Ferhus Fairgge, figlio di Nuada Necht (fl. I secolo a.C.), è stato un leggendario re supremo irlandese del I secolo a.C..
Salì sul trono dopo la morte di Lugaid Riab nDerg e regnò per un anno prima di essere ucciso dal figlio di Lugaid, Crimthann Nia Náir.
Il Lebor Gabála Érenn sincronizza il suo regno con quello dell'imperatore romano Vespasiano (69-79 d.C.). Il Foras Feasa ar Éirinn di Goffredo Keating data invece il suo regno agli anni 13-12 a.C., mentre gli Annali dei Quattro Maestri al 9-8 a.C..

### Fonti
- Seathrún Céitinn, Foras Feasa ar Éirinn 1.37
- Annali dei Quattro Maestri M5191-5192